# Reptener Teiche
Das Naturschutzgebiet Reptener Teiche liegt im Landkreis Oberspreewald-Lausitz in Brandenburg.
Es erstreckt sich westlich und nordwestlich von Repten und südöstlich von Koßwig, beide Ortsteile der Stadt Vetschau/Spreewald. Östlich des Gebietes verläuft die Landesstraße L 525 und nordöstlich die A 15. 

## Bedeutung
Das 63,55 ha große Gebiet mit der Kenn-Nummer 1318 wurde mit Verordnung vom 10. Dezember 2002 unter Naturschutz gestellt.